# Francis Lawley (2e baronnet)
Francis Lawley, 2e baronnet (v.1630-25 octobre 1696) est un courtisan et homme politique anglais qui siège à la Chambre des communes entre 1659 et 1679. 

## Biographie
Il est le fils de Thomas Lawley (1er baronnet) (en) de Spoonhill, près de Much Wenlock, Shropshire. Il hérite du titre de baronnet et du domaine à la mort de son père en 1646. Il acquiert le monastère dissous de Canwell, dans la paroisse de Hints, Staffordshire, qui devient le siège familial. 
En 1659, il est élu député de Wenlock au troisième Parlement du protectorat. Il est de nouveau élu député de Much Wenlock en 1660 au Parlement de la Convention. En 1661, il est élu député du Shropshire pour le Parlement cavalier et occupe le siège jusqu'en 1679. De 1690 à 1696, il est maître du bureau des bijoux. 
Il épouse Anne Whitmore, fille de Thomas Whitmore (1er baronnet) (en) d'Apley. Son fils Thomas Lawley (3e baronnet) (en) lui succède. 